# Rue de la Montagne (Liège)
Ne doit pas être confondu avec Montagne de Bueren.
Pour les articles homonymes, voir Rue de la Montagne.
La rue de la Montagne est une rue de la ville de Liège reliant le boulevard de la Sauvenière à la rue Saint-Hubert. Cette voie d'une longueur de 110 m comprend une partie en escalier.

## Odonymie
La montagne est en réalité la colline de Publémont. La rue reliait la rive gauche de la Sauvenière (devenue le boulevard de la Sauvenière à la crête de la colline de Publémont). Cette rue et cet escalier se sont appelés Degrés Saint-Hubert mais aussi Sale ruelle, Laide ruelle ou Macy ruelle.

## Description
La partie basse de la rue se raccorde au boulevard de la Sauvenière puis est rapidement coupée par la rue Basse-Sauvenière. Après ce carrefour, la rue se transforme en un escalier de 125 marches et d'une longueur de 75 m. Après le premier tiers de la montée, l'escalier marque une légère courbe vers la gauche. Il aboutit au sommet de la rue Saint-Hubert et au pied du Mont Saint-Martin.

## Autres escaliers de Liège
- Montagne de Bueren
- Thier de la Fontaine
- Degrés des Tisserands